# Hannah Taylor-Gordon
Hannah Taylor-Gordon, eigentlich Hannah Taylor Gordon, (* 6. März 1987 in London) ist eine britische Filmschauspielerin.

## Leben
Taylor Gordon wuchs als älteste von sieben Geschwistern in London auf. Ihre Eltern sind Andrew Gordon (Unternehmer) und Claire Gordon (Hausfrau). Ihr Cousin ist der Schauspieler Benedict Cumberbatch. Taylor Gordon besuchte eine von römisch-katholischen Nonnen geführte Mädchenschule in London. Sie studierte Kunstgeschichte am University College London und besuchte 2008 das Lee Strasberg Theatre and Film Institute. Bis 2012 folgte eine Schauspielausbildung an der London Academy of Music and Dramatic Art.
Taylor Gordon stand bereits im Alter von sechs Jahren vor der Filmkamera. In Bille Augusts Drama Das Geisterhaus verkörperte sie 1993 neben Meryl Streep, Antonio Banderas und Glenn Close die junge Blanca Trueba. Ein Jahr später, 1994, sah man sie als junge Elizabeth in Mary Shelley’s Frankenstein. Es folgten ebenfalls kleinere Rollen in Filmen wie Mansfield Park, bis sie 1999 Lina Kronstein in Peter Kassovitz’ Holocaust-Drama Jakob, der Lügner verkörperte. Auch hier stand die 12-Jährige mit Stars wie Robin Williams, Armin Mueller-Stahl und Liev Schreiber vor der Kamera.
Den internationalen Durchbruch erzielte Taylor Gordon 2001 mit ihrer Darstellung der Jüdin Anne Frank in Robert Dornhelms Anne Frank. Für diese Rolle wurde sie für den Golden Globe und auch für den Emmy nominiert. In Anne Frank spielten auch vier ihrer jüngeren Geschwister Felix, Leo, Alec und Talya mit. Man kann sie in der Szene sehen, in der Anne den Kindern im Durchgangslager Westerbork etwas vorliest. In der TV-Neuverfilmung des Monumentalfilm-Klassikers Die Zehn Gebote arbeitete Taylor Gordon 2006 erneut mit Robert Dornhelm zusammen. Neben Filmarbeit ist Taylor Gordon auch als Theaterschauspielerin aktiv.

## Filmografie (Auswahl)
- 1993: Das Geisterhaus (The House of the Spirits)
- 1994: Don’t Get Me Started
- 1994: Vier Hochzeiten und ein Todesfall (Four Weddings and a Funeral)
- 1994: Mary Shelley’s Frankenstein
- 1995: Buffalo Girls
- 1996: Saint-Ex
- 1999: Das Riff (The Reef)
- 1999: Mansfield Park
- 1999: Jakob der Lügner (Jakob the Liar)
- 2001: Anne Frank (Anne Frank: The Whole Story)
- 2004: Secret Passage – Verrat in Venedig (Secret Passage)
- 2004: Viper in der Faust (Vipère au poing)
- 2005: The Fine Art of Love: Mine Ha-Ha
- 2006: Die Zehn Gebote (The Ten Commandments)
- 2011: To the Waters and the Wild
- 2012: The Tragedy of Macbeth
- 2014: Jack Ryan: Shadow Recruit
- 2016: Close to the Enemy (TV-Mehrteiler)
- 2017: The Gigolo (TV-Kurzfilm)